# 来原治子
来原 治子（くるはら はるこ、？ - 明治8年（1875年）11月17日）は、幕末から明治時代初期の女性。木戸孝允（桂小五郎）の同母妹。来原良蔵の妻。父は和田昌景、母は猪口平馬の娘・清子。子に木戸孝正、木戸正二郎。名前はハル、春子とも。

## 略伝
兄の小五郎が剣術修行のため萩を出る頃には、両親・異母姉らはすでに亡く、肉親は治子1人であった。嘉永5年（1852年）9月、小五郎は高齢の祖母を妹に託して江戸に旅立った（木戸松菊略伝）。
安政3年（1856年）9月25日、来原良蔵に嫁ぐ。翌安政4年（1857年）9月14日、長男・彦太郎（孝正）誕生。文久元年（1861年）次男・正二郎誕生。翌年文久2年（1862年）8月29日、夫の良蔵が江戸で自害し、未亡人となる。結婚生活は6年間であった。
慶応2年（1866年）5月、次男・正二郎が兄・孝允の養嗣子となる。明治4年（1871年）1月に彦太郎がアメリカ留学、6月に正二郎がイギリス留学。明治7年7月に彦太郎帰国。翌明治8年（1875年）5月、正二郎帰国。
次男帰国の半年後の11月17日、大阪にて死去。墓は夫良蔵と同じく東京都世田谷区の松陰神社にある。墓碑の名は「和田春子」。